# プロムブリー郡
座標: 北緯14度47分28秒 東経100度27分13秒 / 北緯14.79111度 東経100.45361度
プロムブリー郡（プロムブリーぐん）はタイ中部、シンブリー県の郡（アムプー）である。

## 名称
プロムブリーとは「梵天の街」という意味である。

## 歴史
プロムブリーの起源はよくわかっていないが、一説によるとチャイプラーカーンの王、プロム（シータンマトライピトック王）が建設したとされる。最初、街はワット・アムパワンの近くにあったがその後、パークバーンムーンハーンに移り、その後さらに、ワット・プロムテーパーワートの北に移った。
アユタヤ王朝初代王、ラーマーティボーティー1世（ウートーン）はこの街をムアンラーンルワン（第二級国）に指定し北方に対する軍事的要所としたが、トライローカナート時代になるとムアンチャッタワー（第四級国）に格下げされた。
1895年、チャクリー改革の一環でプロムブリーはモントン・クルンカオに編入された。その後、プロムブリーはシンブリー県に編入された。1943年、郡庁所在地はワット・クディートーンの北に移った。

## 地理
チャオプラヤー川の形成した平地にある。郡の主な水源はチャオプラヤー川である。
国道32号線、国道309号線が南北に延びており、北にシンブリー、南にアーントーンにつながっている。

## 経済
郡内の主要な産業は農業で、コメや果物が主な産物である。

## 行政区分
郡は7つのタムボンに分かれ、さらにその下位に42の村（ムーバーン）がある。自治体（テーサバーン）が2つあり以下のようになっている。
- テーサバーンタムボン・パークバーン - ウェイバックマシン（2008年12月24日アーカイブ分）・・・タムボン・プロムブリー全体
- テーサバーンタムボン・バーンナムチアオ・・・バーンナムチアオのほとんど全体

また、郡内には4つのタムボン行政体（オンカーンボーリハーンスワンタムボン）がある。
- タムボン・プラガーム・・・ตำบลพระงาม
- タムボン・プロムブリー・・・ตำบลพรหมบุรี
- タムボン・ナムチアオ・・・ตำบลบางน้ำเชี่ยว
- タムボン・バーンモー・・・ตำบลบ้านหม้อ
- タムボン・バーンペーン・・・ตำบลบ้านแป้ง
- タムボン・フワパー・・・ตำบลหัวป่า
- タムボン・ローンチャーン・・・ตำบลโรงช้าง